# Joseph-Christian-Ernest Bourret
Joseph-Christian-Ernest Bourret (Saint-Étienne-de-Lugdarès, 9 dicembre 1827 – Rodez, 10 luglio 1896) è stato un cardinale e vescovo cattolico francese.

## Biografia
Nacque a Saint-Étienne-de-Lugdarès il 9 dicembre 1827.
Papa Leone XIII lo elevò al rango di cardinale nel concistoro del 12 giugno 1893.
Morì a Rodez il 10 luglio 1896 all'età di 68 anni.

## Genealogia episcopale e successione apostolica
La genealogia episcopale è:
- Cardinale Scipione Rebiba
- Cardinale Giulio Antonio Santori
- Cardinale Girolamo Bernerio, O.P.
- Arcivescovo Galeazzo Sanvitale
- Cardinale Ludovico Ludovisi
- Cardinale Luigi Caetani
- Cardinale Ulderico Carpegna
- Cardinale Paluzzo Paluzzi Altieri degli Albertoni
- Papa Benedetto XIII
- Papa Benedetto XIV
- Papa Clemente XIII
- Cardinale Marcantonio Colonna
- Cardinale Giacinto Sigismondo Gerdil, B.
- Cardinale Giulio Maria della Somaglia
- Cardinale Carlo Odescalchi, S.I.
- Vescovo Eugène de Mazenod, O.M.I.
- Cardinale Joseph Hippolyte Guibert, O.M.I.
- Cardinale Joseph-Christian-Ernest Bourret, C.O.

La successione apostolica è:
- Vescovo Julien Costes (1876)
- Vescovo François-Antoine-Marie-Ambroise-Benjamin Baduel (1877)
- Vescovo Julien Vidal, S.M. (1887)
- Vescovo Jean-Marie-François Lamouroux (1892)